# Ayu Ara
Ayu Ara is een bestuurslaag in het regentschap Bener Meriah van de provincie Atjeh, Indonesië. Ayu Ara telt 142 inwoners (volkstelling 2010).